# NGC 215
NGC 215 é uma galáxia elíptica (E-S0) localizada na direcção da constelação de Phoenix. Possui uma declinação de -56° 12' 51" e uma ascensão recta de 0 horas, 40 minutos e 48,9 segundos.
A galáxia NGC 215 foi descoberta em 28 de Outubro de 1834 por John Herschel.